# Anotylus rugifrons
Anotylus rugifrons är en skalbaggsart som först beskrevs av Johann Heinrich Hochhuth 1849.  Anotylus rugifrons ingår i släktet Anotylus, och familjen kortvingar. Arten är reproducerande i Sverige.